# My Dog Vincent
My Dog Vincent és una pel·lícula de comèdia i drama canadenca del 1998 escrita i dirigida per l'escriptor i cineasta guardonat Michael McGowan. És protagonitzat per O'Brien (Chuck Campbell), Harper (Gavin Crawford), and Wiley (Ben Carlson) Nathan (Kyle Downes), Sue (Zehra Leverman).

## Argument
La pel·lícula és centrada en O'Brien (interpretat per Chuck Campbell) i els seus amics, Wiley i Harper. Aquests tres joves de vint-i-tants anys encara viuen a casa, i estan mirant com expandir els seus horitzons en la vida i l'amor. Aquesta història es barreja amb els seus hobbys i interessos, un dels quals és una obsessió amb Vincent Price.

## Repartiment
- Chuck Campbell:O'Brien Higgins
- Gavin Crawford: Harper
- Ben Carlson: Wiley
- Kyle Downes: Nathan
- Dinah Vats: Higgins
- Zehra Leverman: Sue